# مشكاة سلامة الخالدي
مشكاة سلامة الخالدي هي قاضية وسياسية تونسية . تم تعيينها في 5 فيفري 2025 من قبل الرئيس قيس سعيد وزيرة للمالية خلفا لسهام البوغديري نمصية التي شغلت المنصب منذ 11 اكتوبر 2021 .
كانت وزيرة المالية السيدة مشكاة سلامة الخالدي تشغل منصب رئيسة لجنة الصلح الجزائي وهي لجنة أسسها الرئيس سعّيد لمحاولة استرجاع أموال الدولة عبر تسويات مع رجال الأعمال المتهمين بالفساد، والسيدة مشكاة هي قاضية من الرتبة الثالثة.